# Battaglia di Gangut
La battaglia di Gangut (in russo Гангутское сражение, in finlandese Riilahden taistelu, in svedese di Finlandia Slaget vid Rilax, in svedese Sjöslaget vid Hangöudd) fu uno scontro navale avvenuto il 7 agosto 1714, nel corso della grande guerra del Nord, tra le flotte dell'Impero svedese e del Regno russo. Quest'ultima riportò la prima grande vittoria della sua storia, tant'è che tuttora la ricorrenza della battaglia viene celebrata dalla Marina militare russa.

## Antefatti

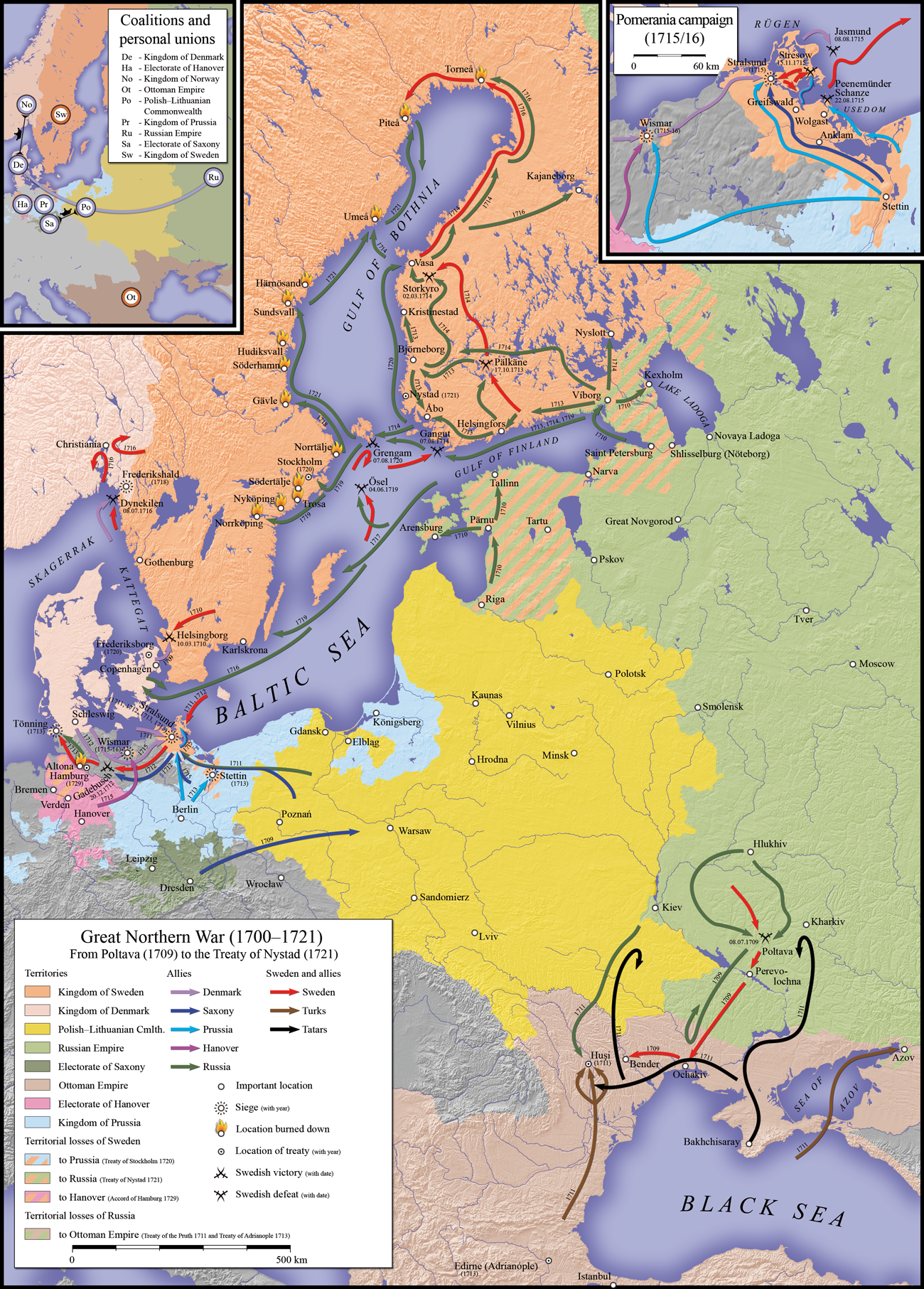
Le principali azioni della seconda fase della grande guerra del Nord (1709–1721).

Col crescere della potenza svedese nella regione del Baltico, le nazioni vicine si coalizzarono per ostacolarne l'espansione dando avvio alla cosiddetta grande guerra del Nord, che coinvolse per venti anni circa la Danimarca-Norvegia, il Regno russo, la Sassonia e la dipendenza del suo elettore, la Confederazione polacco-lituana.
Dopo le vittorie svedesi nella prima parte della guerra, gli eserciti di Carlo XII subirono alcune disfatte in territorio russo, tra cui quella disastrosa nella battaglia di Poltava del 1709.
Fiaccate dalla pesante sconfitta, le truppe svedesi si ritirarono in Pomerania lasciando terreno agli avversari. Sull'avanzata dei danesi le truppe di Carlo XII si ritirarono ulteriormente nello Småland a difesa delle roccaforti dell'impero, mentre i russi avanzarono nella Livonia, mettendo sotto assedio Riga (15 luglio 1710), e in Carelia, dove attaccarono la roccaforte di Vyborg (12 giugno).
Nel frattempo un'epidemia di peste si diffuse nell'Europa centro-settentrionale, concentrando gli effetti mortali nelle regioni attorno al Baltico. A Riga il morbo arrivò nel 1710 e praticamente annientò la guarnigione svedese, di cui sopravvissero 1 500 soldati dei 12 000 originari.
Dopo vari tentativi di ingaggiare il nemico, le armate dello zar russo Pietro I guidate dall'ammiraglio Apraksin avanzarono in Finlandia nella primavera del 1713. I russi avanzarono velocemente fino a Turku (all'epoca nota con il nome svedese Åbo) senza incontrare particolare resistenza da parte degli svedesi privi di rifornimenti e rinforzi, a parte scontri minori a Hogland (22 luglio 1713), Pälkäne (17 ottobre) e Storkyro (2 marzo 1714); l'intera Finlandia meridionale finì sotto il controllo russo.
Åbo divenne la base principale delle guarnigioni russe e il governo della conquistata Finlandia venne affidato a Michail Golicyn. Nonostante il dominio sulla terraferma, i russi non riuscivano ad avere rifornimenti via mare, bloccati dalla flotta da guerra dell'ammiraglio svedese Gustaf Wattrang. Il 10 maggio 1714 un convoglio navale russo che trasportava rifornimenti venne intercettato da uno squadrone svedese al comando del capitano Anton Wrangel a sud di Åbo; nel corso dello scontro che ne seguì la maggior parte delle navi russe vennero affondate e le altre disperse. Una flotta al comando dell'ammiraglio Apraksin venne quindi mossa dalla base navale di Kronštadt alle porte della neonata città di San Pietroburgo per riaprire le linee di rifornimento.

## L'arrivo ad Hanko
La parola Gangut è la traslitterazione del russo Гангут, a sua volta cirillizzazione di Hangöudd, il termine svedese per la penisola di Hanko. Raramente si usano le espressioni "battaglia di Hangö" (in finlandese Hanko) e "battaglia di Hangöudd" (in finlandese Hankoniemi).La battaglia ebbe luogo nella baia di Rilax, a nord della penisola di Hanko, per cui in Svezia e in Finlandia l'evento è conosciuto come la "battaglia di Rilax" (Riilahti in finlandese). Su alcune fonti è nota anche come "battaglia di Ahvenanmaa", dal nome finlandese delle isole Åland che la Russia occupò dopo la battaglia.
Quando le 80 navi della flotta russa arrivarono nei pressi della penisola di Hanko il 29 giugno 1714 incontrarono una forte flotta svedese composta da 16 vascelli e 7 navi minori al comando dell'ammiraglio Wattrang. Apraksin evitò lo scontro e preferì ritirarsi sul lato orientale della penisola, chiedendo allo stesso tempo rinforzi da Helsingfors dove il resto della flotta aveva riparato durante l'inverno. Nella stessa circostanza truppe di terra vennero spostate da Åbo verso la penisola.
Un'ulteriore richiesta di aiuto venne inviata allo zar, che in quel periodo presiedeva il resto della flotta del Baltico di stanza a Tallinn (all'epoca nota come Reval), suggerendo inoltre che lo zar in persona conducesse l'attacco. Tuttavia la flotta a Reval composta da 10 vascelli e 6 fregate fu giudicata mal preparata per la battaglia e la richiesta d'aiuto fu rifiutata. Infine Pietro I raggiunse la flotta di Apraksin il 20 luglio, ordinando di lanciare un attacco solo in caso di una superiorità di 3:2 dell'artiglieria russa.

## Lo sfondamento
Il primo tentativo dei russi di sfondare le linee svedesi consistette nell'aggirare il blocco trasportando le navi via terra oltre la penisola. A tale scopo furono usate delle pelli di bue per ridurre l'attrito tra il fondo delle navi e il terreno; tuttavia a seguito del danneggiamento di una nave il programma fu abortito.
Ad ogni modo l'ammiraglio Wattrang, informato delle intenzioni dei russi, aveva già mosso un piccolo distaccamento della sua flotta, forte di 11 navi al comando del retroammiraglio Nils Ehrenskiöld, ad intercettare le navi nemiche. Il distaccamento di Ehrenskiöld consisteva delle seguenti navi:
| Nome                   | Classe | Artiglieria                               | Equipaggio (da design) |
| ---------------------- | ------ | ----------------------------------------- | ---------------------- |
| Elefanten              | Pram   | 14 cannoni da 12 lb 3 archibusoni da 3 lb | ~ 200                  |
| Örnen                  | Galea  | 2 cannoni da 36 lb 14 archibusoni da 3 lb | ~ 150                  |
| Tranan Gripen          | Galea  | 2 cannoni da 18 lb 14 archibusoni da 3 lb | ~ 150                  |
| Laxen Geddan Valfisken | Galea  | 2 cannoni da 6 lb 10 archibusoni da 3 lb  | < 100                  |
| Flundran Simpan Mörten | Skerry | 4-6 archibusoni da 1-3 lb                 | ~ 25                   |

Il secondo tentativo dei russi fu favorito dalle condizioni meteo particolarmente clementi nella mattina del 26 luglio. Le piccole galee si manovravano facilmente rispetto alle pesanti navi da guerra svedesi, soprattutto con il vento debole. Inizialmente Apraksin mandò in avanti 20 piccole galee che riuscirono a penetrare il blocco navale e, quando le navi svedesi presero il largo rimorchiate da barche a remi, inviò altre 15 galee.
Con la flotta di Wattrang al largo nel tentativo di fermare lo sfondamento russo, le navi di Apraksin riuscirono a passare il promontorio della penisola di Hanko nella mattina del 27 luglio, senza che gli svedesi potessero mettersi nel raggio di azione dei propri cannoni. I russi persero solo un'imbarcazione nell'operazione ma riuscirono ad eludere il blocco navale svedese. Adesso solo la piccola flotta costiera di Ehrenskjöld separava le navi di Apraksin dal dedalo di isolotti delle isole Åland, nel sud-ovest della Finlandia.

## La battaglia

La nave svedese Elefanten circondata dalle navi russe in un lavaggio del 1910 di Jacob Hägg.

Con lo sfondamento delle linee nemiche le galee russe costrinsero la flotta di Ehrenskjöld a retrocedere e ad assumere una posizione difensiva tra due isole. Una delle navi skerry fu volutamente affondata per ridurre l'area dove la battaglia avrebbe avuto luogo. La nave ammiraglia della piccola flotta, la pram Elefanten, fu posizionata sul fianco delle navi russe in avvicinamento, mentre tre galee furono posizionate su ciascun lato dello schieramento.
Dopo che Ehrenskiöld rifiutò di arrendersi, i russi attaccarono alle 14:00 del 27 luglio (7 agosto secondo il calendario gregoriano) 1714.
Secondo le fonti svedesi i russi, comandati dallo zar in persona, attaccarono due volte (la prima volta con 35 e la seconda con 80 galee) ma furono respinti dalle navi della marina imperiale svedese. Il terzo attacco fu condotto con 95 navi permettendo ai russi di raggiungere le navi svedesi e stabilire un combattimento ravvicinato dove il maggior numero di soldati di fanteria russi potesse essere sfruttato. I russi riuscirono ad abbordare la prima galea svedese sul lato sinistro, la Tranan, che si capovolse e affondò creando una falla nella linea difensiva di Ehrenskiöld. Le galee russe ne approfittarono per abbordare le altre navi svedesi. I combattimenti durarono tre ore finché la nave Elefanten fu catturata e Ehrenskiöld stesso fatto prigioniero sulla sua nave ammiraglia.
La descrizione svedese della battaglia non trova corrispondenza nelle fonti russe e fu dimostrata imprecisa dallo storico russo Pavel Krotov nel 1996. Facendo riferimento a documenti russi e stranieri, Krotov dimostrò che i russi lanciarono un solo travolgente attacco alle postazioni svedesi. Inoltre Krotov sostiene che il numero di perdite russe fu notevolmente incrementato dall'ufficiale svedese C. G. Tornquist da 127 caduti e 347 feriti (come supportato da evidenze documentate) a 3 000 morti e 1 600 feriti, numero addirittura maggiore di quello totale dei marinai russi impegnati nella battaglia. Inoltre le fonti svedesi citano solo 60 galee russe superstiti dopo la battaglia, sebbene le fonti dell'epoca raccontano che l'intera flotta raggiunse Åbo il 1 agosto 1714. Il numero totale di galee russe è leggermente inferiore rispetto a quanto riportato (98). Krotov inoltre trovò evidenza che quattro navi russe riuscirono ad attaccare gli svedesi dalle spalle.
Il successo russo risiede nella diversa tipologia di imbarcazione utilizzata nello scontro. Le galee russe erano dotate infatti di artiglieria con una minore potenza di fuoco (due cannonni da 6 libbre per nave) ma disponevano di un equipaggio largamente superiore, mediamente circa 200 unità per nave. In questo modo i soldati russi prevalevano su quelli svededsi di un rapporto di 15:1, secondo le fonti svedesi, beneficiando del vantaggio soprattutto nel combattimento ravvicinato. La flotta russa inoltre vantava un numero maggiore di navi, tant'è che soltanto 23 imbarcazioni riuscirono a prendere parte alla battaglia nello stretto braccio di mare.

## Conseguenze

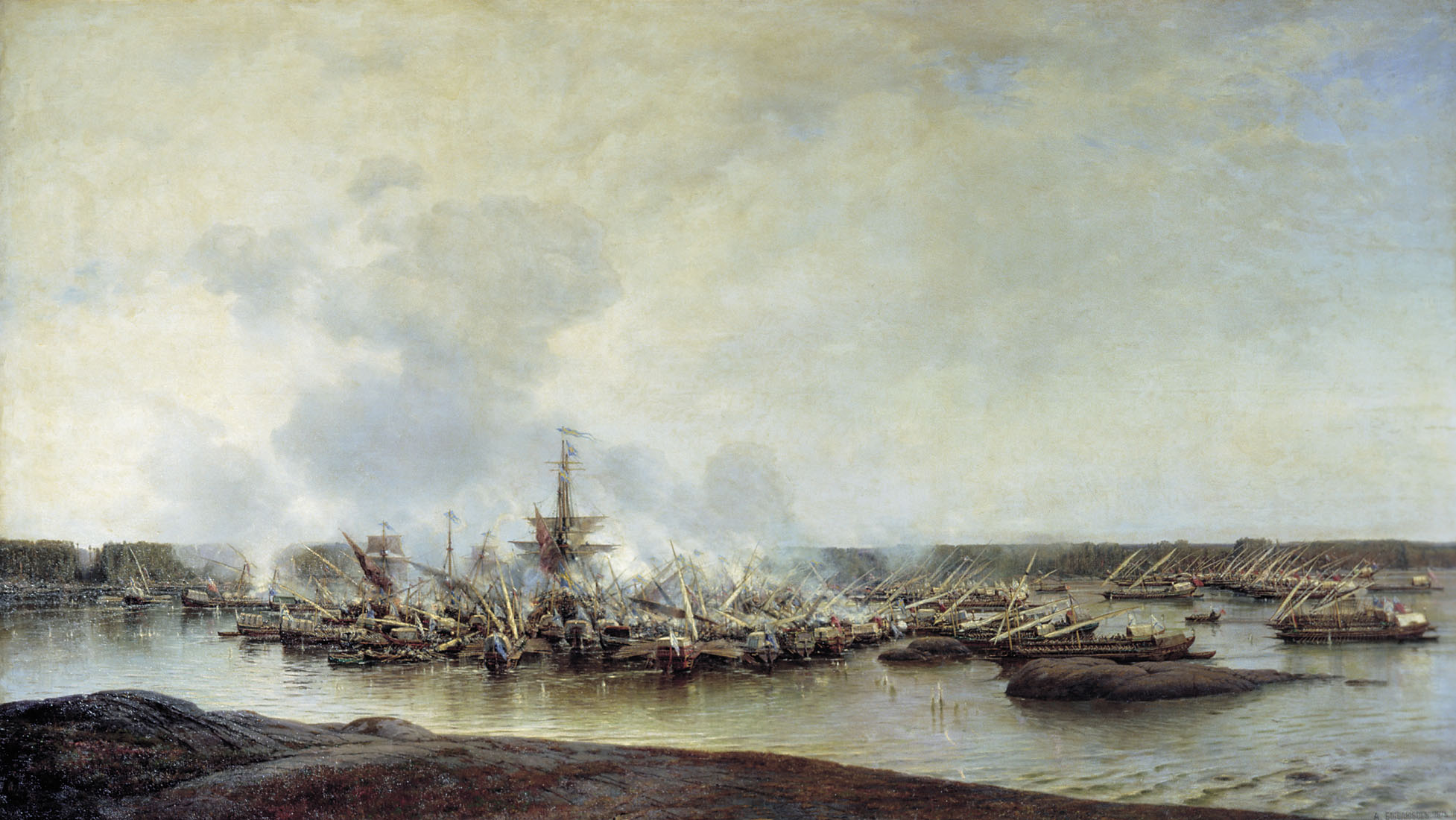
Navi distrutte dopo la battaglia di Gangut, in un dipinto di Aleksej Bogoljubov (1877).

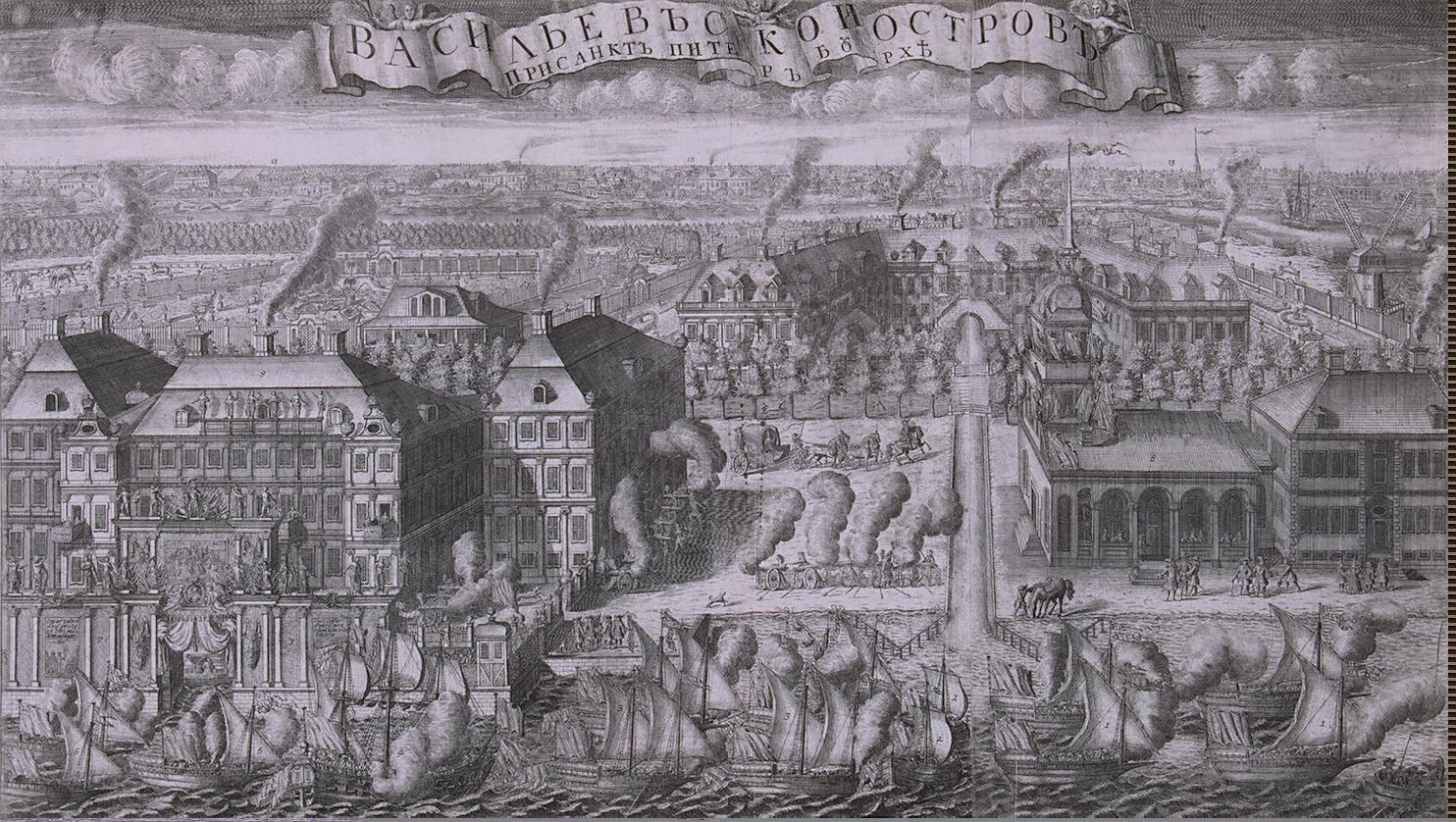
Navi svedesi catturate nel corso della battaglia vengono portate a San Pietroburgo, acquaforte del 1715.

La vittoria russa nella battaglia navale non ebbe grandi conseguenze nell'ambito più ampio della guerra, tuttavia lo sfondamento del blocco navale svedese portò ad un nuovo scenario. La flotta svedese comandata da Wattrang fu spostata a ovest delle isole Åland per proteggere l'impero in caso di un attacco russo sul suolo svedese, aprendo la via marittima per i rifornimenti russi.
Nel frattempo le navi da guerra russe di Apraksin si mossero dalla baia di Rilax il 1º agosto 1714 alla volta di Åbo, per poi continuare il 5 agosto per le Åland. L'8 agosto Apraksin raggiunse l'arcipelago costringendo la guarnigione svedese a riparare in madrepatria. Il 13 agosto le isole Åland erano completamente sotto il controllo russo.
Poiché un attacco verso il cuore dell'impero svedese era pregiudicato dalle forze di Wattrang, Apraksin utilizzò distaccamenti della propria flotta per supportare l'esercito russo impegnato lungo le coste del golfo di Botnia e radere al suolo la città svedese di Umeå il 18 settembre. Inoltre la presenza della flotta russa nella baia di Botnia costrinse l'esercito svedese in Finlandia a ritirarsi sul fiume Torne per evitare l'accerchiamento, lasciando l'intera Finlandia in mano russa.

## La battaglia nella cultura

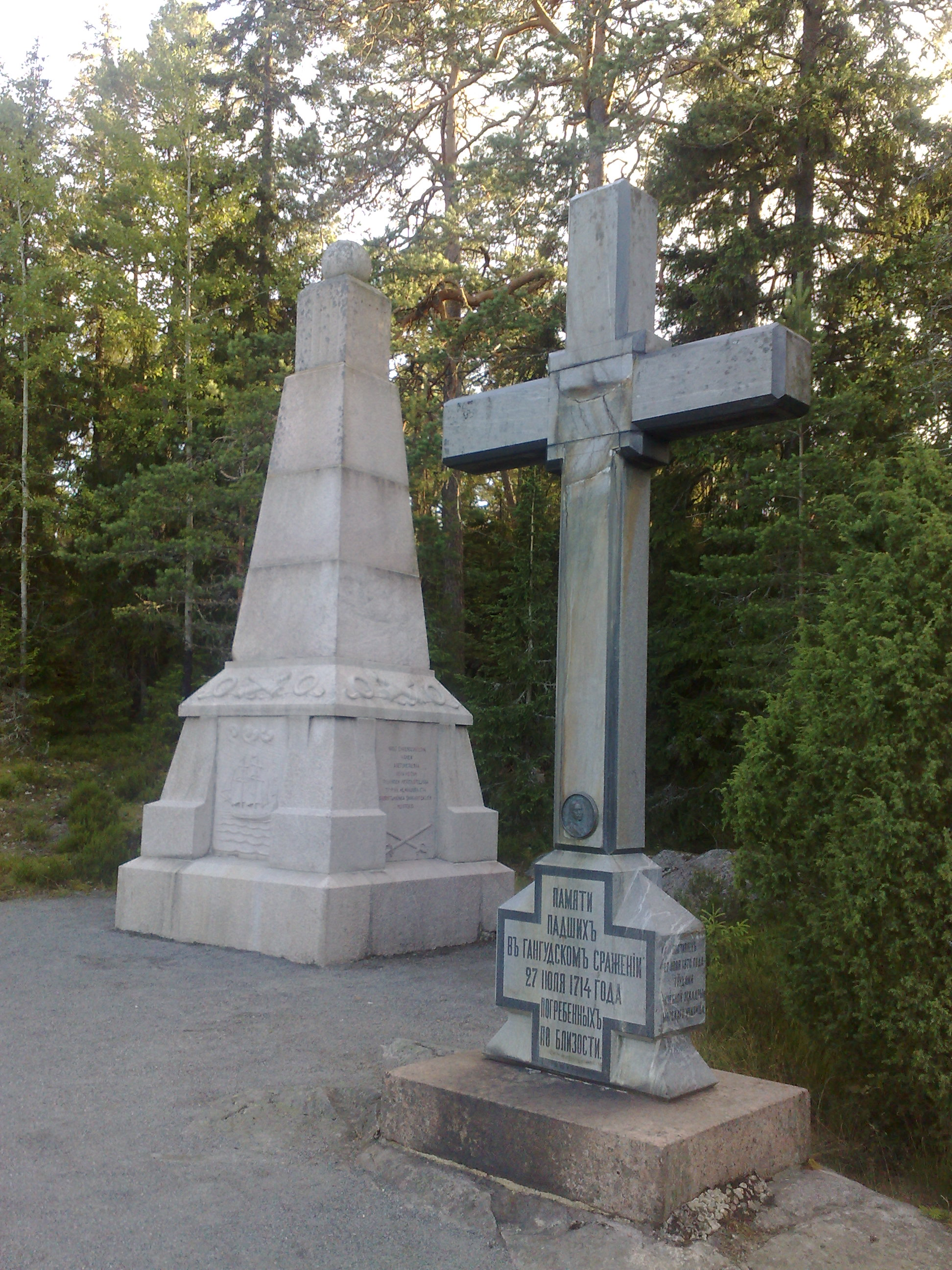
La croce commemorativa della battaglia ad Hanko, in Finlandia.

La battaglia fu la prima vittoria di rilievo della flotta russa e talvolta viene paragonata alla battaglia di Poltava. Lo stesso zar Pietro I fu in qualche modo sorpreso dalla netta vittoria russa tanto che fece erigere un arco di trionfo a San Pietroburgo sotto il quale sfilarono le truppe di ritorno dal luogo della battaglia.
La ricorrenza della battaglia corrisponde alla festa nazionale dell'odierna marina russa, la cui flotta annovera diverse navi di nome Gangut oltre ad aver dato il nome ad una classe di corazzate Dreadnought.
Nel 1869, su ordine del retroammiraglio e compositore Nikolaj Andreevič Rimskij-Korsakov, fu eretto un primo monumento a commemorazione della battaglia, una croce di legno nei pressi di Hanko, all'epoca parte dell'Impero russo. La croce di legno fu poi sostituita da una in pietra nel 1870 per ordine dello zar Alessandro II.